# 東海百観音
東海百観音（とうかいひゃくかんのん）は、三河三十三観音・尾張三十三観音・美濃三十三観音を総合した、東海地方を代表する100の観音巡礼である。結願寺は愛知県豊川市にある豊川稲荷となる。